# Chambre syndicale de l’assistance en escale
La Chambre Syndicale de l’Assistance en Escale (CSAE), créée en 1996, regroupe les sociétés et groupes rendant des services d’assistance en escale dans les aéroports français aux compagnies aériennes, aux aéroports et aux passagers.
Avec 22 000 salariés, 5 métiers et 27 adhérents qui regroupent au total 140 entreprises, la CSAE recense une large majorité de l’ensemble des acteurs aéroportuaires dont les activités sont en lien avec les services rendus sur les aéroports français.

## Histoire
La Chambre Syndicale de l'Assistance en Escale (CSAE) a été fondée en 1996 à l’occasion de la mise en œuvre de la directive européenne sur l’assistance en escale. Cette directive visait à libéraliser le secteur en ouvrant progressivement les services d’assistance en escale à la concurrence au sein  des aéroports européens, tout en garantissant des conditions équitables entre les opérateurs et en améliorant l’efficacité des services au sol,,. 
En 2025, la CSAE est composée de 140 entreprises issues de ses 27 adhérents et contribue à hauteur de 22 000 salariés. Ces entreprises sont principalement régies par la convention collective du transport aérien CCN TAPS.
En 2024, 46% des engins de pistes utilisés par les sociétés membres de la CSAE utilisait des énergies propres (électrique, hybride).

## Les missions et enjeux de la CSAE
La Chambre Syndicale de l'Assistance en Escale (CSAE) représente les entreprises fournissant des services d’assistance aux compagnies aériennes, aux aéroports et aux passagers.
- Défense et représentation du secteur : La CSAE intervient auprès des pouvoirs publics, des instances aéroportuaires et des organisations professionnelles afin défendre les intérêts des sociétés d’assistance en escale et garantir un cadre réglementaire équitable et adapté[10].
- Négociations sociales et réglementaires : En tant que membre de la Fédération Nationale de l'Aviation et de ses Métiers (FNAM), la CSAE participe activement aux discussions sur les enjeux sociaux, environnementaux et techniques du secteur de l’assistance en escale.
- Vigilance sur la qualité, l’environnement et la sécurité : La CSAE accompagne ses adhérents dans la formation et la mise en place de meilleures pratiques en matière de sécurité sur les opérations aéroportuaires, la transition énergétique ou encore la digitalisation des services[11].
- Collaboration intersectorielle : La CSAE travaille en lien avec les aéroports, les compagnies aériennes et les autorités pour améliorer l’efficacité des services au sol et répondre aux exigences d’un secteur qui évolue et fait face à des règlementations strictes au niveau européen[12].

## Les chiffres clés et indicateurs
- 199 millions de passagers pris en charge dans les aéroports français en 2023[13], en hausse de 14,2% par rapport à 2022.
- 1,8 millions de mouvements avions (décollages + atterrissages) gérés en France en 2023[13], en hausse de 5,9% par rapport à 2022.
- 2 162 tonnes de marchandises prises en charge en 2023[14], en baisse de 2% par rapport à 2022.
- 4 456 engins de piste motorisés en service en 2023, dont 46,3% verts (électriques ou hybrides)[15].
- Une présence dans 22 aéroports en France, dont 6 en outre-mer.
- 33% de femmes dans les équipes d’assistance en escale en 2024[14].

## Les métiers des entreprises d’assistance en escale
Les entreprises d’assistance en escale proposent aux aéroports, compagnies aériennes et passagers, un large éventail d’activités, conformément aux standards définis par l’Airport Handling Manual (AHM) de l’IATA,, :

### Passagers et équipages
- Assistance générale et VIP (salons, transferts).
- Gestion des flux (files d’attente, enregistrement, embarquement, débarquement).
- Transport des équipages et passagers.

### Avions
- Services techniques : dégivrage des avions, maintenance en ligne, placement, calage, alimentation électrique, climatisation, aide au démarrage, nettoyage et armement des avions.
- Ravitaillement : carburant, eau potable.
- Sécurité et opérations : contrôle des chargements, assistance trafic, supervision des vols, assistance des avions au sol.
- Support des équipements de soutien au sol (GSE).
- Catering aérien : gestion des repas et boissons à bord.
- Nettoyage avions et armement cabine.
- Représentation des compagnies : gestion des opérations au sol.

### Bagages
- Tri, livraison et récupération des bagages.
- Traitement des litiges, des bagages perdus et des hors formats.
- Gestion des conteneurs et chariots (vidage, stockage).
- Chargement et déchargement des bagages.

### Soutien et développement
- Formation : personnel d’escale et assistants.
- Maintenance et logistique : engins de piste, déneigement et nettoyage des voies de circulation.
- Services aux passagers : agents d’escale, accueil, billetterie, accompagnement des passagers à mobilité réduite (PMR).
- Solutions logicielles : outils de gestion pour les compagnies et les aéroports.

### Cargo, fret et poste
- Préparation et traitement des palettes aériennes.
- Transit cargo, gestion du fret et de la chaîne du froid.
- Tri et distribution de la messagerie postale.
- Animalerie et quarantaine.

## Organisation
Présidée par Didier Montégut, la Chambre Syndicale de l’Assistance en Escale (CSAE) fonctionne de manière collégiale et repose sur deux instances principales : l’Assemblée Générale, qui fixe les orientations stratégiques et élit un Comité de Direction pour un mandat de deux ans. Le comité de direction constitue l’organe exécutif et se réunit au moins une fois par trimestre.

## Gouvernance
La CSAE officie au sein de différentes instances clés du secteur aérien en France :
- Elle est affiliée à la Fédération Nationale de l'Aviation et de ses Métiers (FNAM), où elle occupe une place centrale en assurant le poste de Premier Vice-président et la Présidence de la Commission Sociale.

La CSAE est également membre :
- Des Commissions Consultatives Économiques de Paris Aéroports
- Du Conseil Supérieur de l’Aviation Civile[20]

La CSAE collabore aussi étroitement avec L’Union des Aéroports Français, elle aussi membre associée de la FNAM.

## Groupements professionnels membres de la FNAM
La CSAE est membre de la Fédération Nationale de l'Aviation et de ses Métiers (FNAM), la principale organisation professionnelle du secteur aérien qui compte 7 groupements professionnels :
- L’EBAA France (European Business Aviation Association – Aviation d'Affaires)
- La CSTA (Chambre Syndicale du Transport Aérien)
- La CSAE (Chambre Syndicale de l'Assistance en Escale)
- Le GIPAG (Groupement des Industriels et Professionnels de l'Aviation Générale)[21]
- Le SNEH (Syndicat National des Exploitants d'Hélicoptères)[22]
- L’UAF (Union des Aéroports Français)
- Le GPMA (Groupement des Professionnels des Métiers de l'Aérien)[23]
- La CSAE est la deuxième chambre syndicale ayant le plus d'effectifs au sol[24].

## Les adhérents à la CSAE
- Aeria
- Air France Ground Handling[25]
- AirSup
- Atlant Services
- Aviapartner[26]
- Aviclean
- Avico (Airgos, Ladybird, Butterfly Training)
- Camas - Apave
- Cargo Information Network (CIN)
- City One
- CPC Aéronautique
- Dirby
- Groupe Europe Handling (GEH)[27]
- Groupement Pétrolier Aviation (GPA)
- Groupe REM
- Groupe 3S Alyzia[28]
- Manag’Port
- Mayotte Air Service
- Newrest
- Pacific Airport
- Réunion Air Assistance
- Samsic Assistance
- Servair[29]
- Skyloc
- SPACE Aéro
- TCR
- Transdev[30]